# Бу Ён Чан
Бу Ён Чан (кор. 부용찬; родился 27 декабря 1989 года) — южнокорейский игрок в волейбол. В настоящее время он играет на позиции либеро в команде Ansan OK Savings Bank Rush & Cash.

## Карьера

### Клубы
На драфте V-League 2011 года Бу был выбран под третьим номером командой LIG Greaters. После сезона 2015—2016 годов Бу был обменян в Samsung Fire Bluefangs на опытного центрального блокирующего Ли Сун Кю.

### Национальная команда
В июне 2012 года Бу впервые был включён в состав национальной сборной Южной Кореи для участия в Мировой лиге FIVB 2012.
Бу выступал в качестве либеро в составе сборной Южной Кореи на чемпионате Азии 2013 года, где команда завоевала серебряную медаль.
Он также был членом национальной сборной на чемпионате мира по волейболу 2014 года в Польше.

## Индивидуальные награды

### Клуб
- V-Лига 2017 — Лучший либеро